# Le Réveil de la Mayenne
Le Réveil de la Mayenne : journal de Château-Gontier, organe politique de la Mayenne est un hebdomadaire local français, qui a été publié de 1893 à 1914 à Laval, avec un rayonnement principalement dans le département de la Mayenne.

## Histoire
Le journal est le représentant de la tendance des Républicains. Il est fondé par Désiré Postel, en suite du Journal de Château-Gontier, dont il reprend la numérotation. Il est ensuite absorbé par Le Journal de Château-Gontier. Organe de concentration républicaine, fondé pour les Élections législatives de 1914 dans la Mayenne.
Postel cède le journal et l'imprimerie-librairie à M. et Mme Veau-Besnardeau en octobre 1894, tout en conservant la rédaction des articles politiques. Les rédacteurs du journal sont par la suite Charles Boivin, sous le pseudonyme de Paul Marville (jusqu'en août 1898, après les Élections cantonales de 1898), Maurice Méténier, Fernand Daniel (1900-1902) puis Pierre Rabois-Bousquet (1902-1905).
Aux Élections cantonales de 1898 dans la Mayenne, le journal soutient Étienne Albert Duboys Fresney comme candidat républicain indépendant. Le Dr Abaffour, président du Comité républicain de Château-Gontier prend publiquement position contre lui. Cette position provoque une scission, et le rédacteur Paul Marville devient le rédacteur du journal concurrent Le Progrès de Château-Gontier.
Fernand Daniel devient propriétaire-directeur du journal en 1901. Il le quitte pour des raisons spéciales à la suite d'une affaire liée aux Élections législatives de 1902 dans la Mayenne. Pierre Rabois-Bousquet devient propriétaire du journal en 1903,. À la suite d'un conflit avec Mme Bousquet-Simonin, le journal redevient la propriété des Veau-Besnardeau en septembre 1905. En mai 1909, Veau-Besnardeau à la suite du procès Lepannetier démissionne du Conseil républicain de Château-Gontier.
En 1913, l'imprimerie-libraire du Réveil de la Mayenne, précédemment exploitée par M. et Mme Veau-Besnardeau est cédée par Me Bonneau, liquidateur, à Mlle Dugas. Le journal, organe républicain de l’arrondissement de ChâteauGontier, aura une rédaction politique générale et locale toute d'union républicaine entre les diverses nuances de nos militants et conforme à l'intérêt et à l'avenir de l'ensemble du parti dans la ville et l'arrondissement.

### Sources
- BNF

### Numérisation
Le Réveil de la Mayenne n'est pas disponible en version numérisée.